# GP2 Asia Series 2011
GP2 Asia Series 2011 var den fjärde säsongen av GP2 Asia Series, den asiatiska varianten av formelbilsmästerskapet GP2 Series. Mästerskapet introducerade den nya GP2 Series-bilen, Dallara GP2/11, som kommer att användas i huvudserien från och med 2011.
Säsongen bestod från början av sex race, två på Yas Marina Circuit den 11 och 12 februari och fyra race på Bahrain International Circuit, med det sista den 13 mars. Dock blev alla fyra i Bahrain inställda, på grund av oroligheter i landet. Tävlingarna kom därför att ersättas av Autodromo Enzo e Dino Ferrari i Italien den 19-20 mars, trots att banan inte låg i Asien.

## Tävlingskalender
| R# | Datum       | Bana                          | Pole Position                               | Snabbaste varv                              | Segrare (förare)                            | Segrare (team)                              |
| -- | ----------- | ----------------------------- | ------------------------------------------- | ------------------------------------------- | ------------------------------------------- | ------------------------------------------- |
| 1  | 11 februari | Yas Marina Circuit            | Romain Grosjean                             | Jules Bianchi                               | Jules Bianchi                               | Lotus ART                                   |
| 2  | 12 februari | Yas Marina Circuit            |                                             | Jules Bianchi                               | Stefano Coletti                             | Trident Racing                              |
| -  | 18 februari | Bahrain International Circuit | Inställda på grund av oroligheter i Bahrain | Inställda på grund av oroligheter i Bahrain | Inställda på grund av oroligheter i Bahrain | Inställda på grund av oroligheter i Bahrain |
| -  | 19 februari | Bahrain International Circuit | Inställda på grund av oroligheter i Bahrain | Inställda på grund av oroligheter i Bahrain | Inställda på grund av oroligheter i Bahrain | Inställda på grund av oroligheter i Bahrain |
| -  | 12 mars     | Bahrain International Circuit | Inställda på grund av oroligheter i Bahrain | Inställda på grund av oroligheter i Bahrain | Inställda på grund av oroligheter i Bahrain | Inställda på grund av oroligheter i Bahrain |
| -  | 13 mars     | Bahrain International Circuit | Inställda på grund av oroligheter i Bahrain | Inställda på grund av oroligheter i Bahrain | Inställda på grund av oroligheter i Bahrain | Inställda på grund av oroligheter i Bahrain |
| 3  | 19 mars     | Autodromo Enzo e Dino Ferrari | Romain Grosjean                             | Romain Grosjean                             | Romain Grosjean                             | DAMS                                        |
| 4  | 20 mars     | Autodromo Enzo e Dino Ferrari |                                             | Romain Grosjean                             | Dani Clos                                   | Racing Engineering                          |

## Team och förare
| Team                    | Nr | Förare              | Tävlingar |
| ----------------------- | -- | ------------------- | --------- |
| iSport International    | 1  | Marcus Ericsson     | Alla      |
| iSport International    | 2  | Sam Bird            | Alla      |
| Arden International     | 3  | Josef Král          | Alla      |
| Arden International     | 4  | Jolyon Palmer       | Alla      |
| Lotus ART               | 5  | Jules Bianchi       | Alla      |
| Lotus ART               | 6  | Esteban Gutiérrez   | Alla      |
| Super Nova Racing       | 7  | Fairuz Fauzy        | Alla      |
| Super Nova Racing       | 8  | Johnny Cecotto Jr.  | Alla      |
| DAMS                    | 9  | Romain Grosjean     | Alla      |
| DAMS                    | 10 | Pål Varhaug         | Alla      |
| Scuderia Coloni         | 11 | Michael Herck       | Alla      |
| Scuderia Coloni         | 12 | James Jakes         | 1         |
| Scuderia Coloni         | 12 | Luca Filippi        | 2         |
| Ocean Racing Technology | 14 | Andrea Caldarelli   | Alla      |
| Ocean Racing Technology | 15 | Oliver Turvey       | Alla      |
| Barwa Addax Team        | 16 | Charles Pic         | Alla      |
| Barwa Addax Team        | 17 | Giedo van der Garde | Alla      |
| Trident Racing          | 18 | Stefano Coletti     | Alla      |
| Trident Racing          | 19 | Rodolfo González    | Alla      |
| Rapax                   | 20 | Fabio Leimer        | Alla      |
| Rapax                   | 21 | Julian Leal         | Alla      |
| Racing Engineering      | 22 | Nathanaël Berthon   | Alla      |
| Racing Engineering      | 23 | Dani Clos           | Alla      |
| Carlin                  | 24 | Michail Aljosjin    | Alla      |
| Carlin                  | 25 | Max Chilton         | Alla      |
| Team AirAsia            | 26 | Luiz Razia          | Alla      |
| Team AirAsia            | 27 | Davide Valsecchi    | Alla      |

## Slutställningar

### Förarmästerskapet
| Pl. | Förare              | YMC | YMC | IMO | IMO | Poäng |
| --- | ------------------- | --- | --- | --- | --- | ----- |
| 1   | Romain Grosjean     | 2   | Ret | 1   | 7   | 24    |
| 2   | Jules Bianchi       | 1   | 8   | 3   | Ret | 18    |
| 3   | Giedo van der Garde | 5   | 23  | 2   | 3   | 16    |
| 4   | Stefano Coletti     | 8   | 1   | 5   | Ret | 11    |
| 5   | Fabio Leimer        | 10  | 6   | 6   | 2   | 9     |
| 6   | Marcus Ericsson     | 4   | 3   | 10  | 16  | 9     |
| 7   | Davide Valsecchi    | 3   | 4   | DSQ | 17  | 9     |
| 8   | Michael Herck       | 13  | 5   | 4   | 5   | 9     |
| 9   | Dani Clos           | Ret | 22  | 7   | 1   | 8     |
| 10  | Josef Král          | 6   | 2   | 12  | 9   | 8     |
| 11  | Esteban Gutiérrez   | Ret | 12  | 11  | 4   | 3     |
| 12  | Sam Bird            | 7   | Ret | Ret | Ret | 2     |
| 13  | Pål Varhaug         | Ret | 20  | 13  | 6   | 1     |
| 14  | Fairuz Fauzy        | Ret | 15  | 8   | Ret | 1     |
| 15  | Johnny Cecotto Jr.  | 15  | 7   | 15  | 19* | 0     |
| 16  | Oliver Turvey       | 18  | 19  | 14  | 8   | 0     |
| 17  | Rodolfo González    | 11  | 9   | 9   | Ret | 0     |
| 18  | Charles Pic         | 9   | 21  | 20  | 11  | 0     |
| 19  | Jolyon Palmer       | 14  | 10  | 18  | Ret | 0     |
| 20  | Luca Filippi        |     |     | 22  | 10  | 0     |
| 21  | Andrea Caldarelli   | 16  | 11  | 17  | 12  | 0     |
| 22  | Max Chilton         | 12  | 18  | 21  | 15  | 0     |
| 23  | Nathanaël Berthon   | Ret | 14  | Ret | 13  | 0     |
| 24  | James Jakes         | 17* | 13  |     |     | 0     |
| 25  | Luiz Razia          | Ret | 16  | Ret | 14  | 0     |
| 26  | Julian Leal         | Ret | 17  | 16  | 18  | 0     |
| 27  | Michail Aljosjin    | Ret | 24* | 19  | 20* | 0     |
| Pl. | Förare              | YMC | YMC | IMO | IMO | Poäng |

| Färg   | Tecken                 | Betydelse              |
| ------ | ---------------------- | ---------------------- |
| Guld   | 1                      | Segrare                |
| Silver | 2                      | Tvåa                   |
| Brons  | 3                      | Trea                   |
| Grön   | Placering (med poäng)  | Placering (med poäng)  |
| Blå    | Placering (utan poäng) | Placering (utan poäng) |
| Blå    | NC                     | Ej klassificerad       |
| Lila   | DNF                    | Avslutade ej           |
| Lila   | RET                    | Avbröt tävlingen       |
| Röd    | DNQ                    | Ej kvalificerad        |
| Röd    | DNPQ                   | Ej för-kvalificerad    |
| Röd    | DNA                    | Icke närvarande        |
| Svart  | DSQ                    | Diskvalificerad        |
| Vit    | DNS                    | Startade ej            |
| Vit    | WD                     | Drog sig ur            |
| Vit    | C                      | Racet inställt         |
| Blank  | DE                     | Deltog ej              |
| Blank  | EX                     | Utesluten              |

## Teammästerskapet
| Pl. | Team                    | Nr | YMC | YMC | IMO | IMO | Poäng |
| --- | ----------------------- | -- | --- | --- | --- | --- | ----- |
| 1   | DAMS                    | 9  | 2   | Ret | 1   | 4   | 27    |
| 1   | DAMS                    | 10 | Ret | 20  | 13  | 7   | 27    |
| 2   | Lotus ART               | 5  | 1   | 8   | 3   | Ret | 20    |
| 2   | Lotus ART               | 6  | Ret | 12  | 11  | 5   | 20    |
| 3   | Barwa Addax Team        | 16 | 9   | 21  | 20  | 11  | 16    |
| 3   | Barwa Addax Team        | 17 | 5   | 23  | 2   | 3   | 16    |
| 4   | Trident Racing          | 18 | 8   | 1   | 5   | Ret | 11    |
| 4   | Trident Racing          | 19 | 11  | 9   | 9   | Ret | 11    |
| 5   | iSport International    | 1  | 4   | 3   | 10  | 16  | 11    |
| 5   | iSport International    | 2  | 7   | Ret | Ret | Ret | 11    |
| 6   | Rapax                   | 20 | 10  | 6   | 6   | 2   | 9     |
| 6   | Rapax                   | 21 | Ret | 17  | 16  | 18  | 9     |
| 7   | Team AirAsia            | 26 | Ret | 16  | Ret | 14  | 9     |
| 7   | Team AirAsia            | 27 | 3   | 4   | DSQ | 17  | 9     |
| 8   | Racing Engineering      | 22 | Ret | 14  | Ret | 13  | 8     |
| 8   | Racing Engineering      | 23 | Ret | 22  | 7   | 1   | 8     |
| 9   | Arden International     | 3  | 6   | 2   | 12  | 9   | 8     |
| 9   | Arden International     | 4  | 14  | 10  | 18  | Ret | 8     |
| 10  | Scuderia Coloni         | 11 | 13  | 5   | 4   | 6   | 8     |
| 10  | Scuderia Coloni         | 12 | 17* | 13  | 22  | 10  | 8     |
| 11  | Super Nova Racing       | 7  | Ret | 15  | 8   | Ret | 1     |
| 11  | Super Nova Racing       | 8  | 15  | 7   | 15  | 19* | 1     |
| 12  | Ocean Racing Technology | 14 | 16  | 11  | 17  | 12  | 0     |
| 12  | Ocean Racing Technology | 15 | 18  | 19  | 14  | 8   | 0     |
| 13  | Carlin                  | 24 | Ret | 24* | 19  | 20* | 0     |
| 13  | Carlin                  | 25 | 12  | 18  | 21  | 15  | 0     |
| Pl. | Team                    | Nr | YMC | YMC | IMO | IMO | Poäng |

| Färg   | Tecken                 | Betydelse              |
| ------ | ---------------------- | ---------------------- |
| Guld   | 1                      | Segrare                |
| Silver | 2                      | Tvåa                   |
| Brons  | 3                      | Trea                   |
| Grön   | Placering (med poäng)  | Placering (med poäng)  |
| Blå    | Placering (utan poäng) | Placering (utan poäng) |
| Blå    | NC                     | Ej klassificerad       |
| Lila   | DNF                    | Avslutade ej           |
| Lila   | RET                    | Avbröt tävlingen       |
| Röd    | DNQ                    | Ej kvalificerad        |
| Röd    | DNPQ                   | Ej för-kvalificerad    |
| Röd    | DNA                    | Icke närvarande        |
| Svart  | DSQ                    | Diskvalificerad        |
| Vit    | DNS                    | Startade ej            |
| Vit    | WD                     | Drog sig ur            |
| Vit    | C                      | Racet inställt         |
| Blank  | DE                     | Deltog ej              |
| Blank  | EX                     | Utesluten              |